# Адміністративний устрій Кам'янсько-Дніпровського району
Адміністративний устрій Кам'янсько-Дніпровського району — адміністративно-територіальний устрій Кам'янсько-Дніпровського району Запорізької області на 1 міську громаду, 2 сільські громади та 1 сільську раду, які об'єднують 18 населених пунктів та підпорядковані Кам'янсько-Дніпровській районній раді. Адміністративний центр — місто Кам'янка-Дніпровська.

## Список громадКам'янсько-Дніпровського району
- Благовіщенська сільська громада
- Водянська сільська громада
- Кам'янсько-Дніпровська міська громада

## Список радКам'янсько-Дніпровського району
| № | Назва                         | Центр            | Населені пункти                                   | Площа км² | Місце за площею | Населення (2001), осіб. | Місце за населенням |
| - | ----------------------------- | ---------------- | ------------------------------------------------- | --------- | --------------- | ----------------------- | ------------------- |
| 1 | Новодніпровська сільська рада | с. Новодніпровка | с. Новодніпровка с. Гуртове с. Подове с. Цвіткове |           |                 |                         |                     |

* Примітки: м. — місто, смт — селище міського типу, с. — село, с-ще — селище